# Charles Sanders Medbury
Charles Sanders Medbury (Warren (Ohio), 19 de noviembre de 1865 - Des Moines (Iowa) 24 de abril de 1932) fue un escritor y doctor de teología estadounidense.

## Biografía
Después haber trabajado en la rama del seguro contra incendio en Cleveland, Erie (Pennsylvania) y en Chicago entró en el Eureka College de Eureka (Illinois). Luego fue pastor en El Paso (Illinois) entre 1893 y 1896 y fue oficialmente ordenado sacerdote por los Discípulos de Cristo en 1894. Fue pastor en Angola (Indiana) desde 1897 hasta 1903 y finalmente se mudó en Des Moines.
Fue presidente per algunos tiempos de la Des Moines Ministerial Association y recibió el premio Des Moines Tribune para su servicio a la comunidad en 1923. Fue miembro de la Comisión Inter-racial de Des Moines y ayudó la organización de las Allied Forces for Prohibition, un movimiento que defendía el prohibicionismo. Además fue presidente de la Sociedad Americana de Misiones Cristianas y miembro del directorio de la Comunidad de los discípulos de Cristo.
Murió al final del sermón que recitó domingo 24 de abril de 1932. 
En 1954 se le dedicó una aula en la Universidad Drake en Des Moines.

## Publicaciones
- Standard Sunday School Commentary (1904)
- From Eden to the Jordan (1908)
- From the Jordan to the Throne of Saul (1909)
- From the Throne od Saul to Bethlehem (1910)
- Christian Bible School Commentary (1912)